# Ель-Кастильйо-де-лас-Гуардас
Ель-Кастильйо-де-лас-Гуардас (ісп. El Castillo de las Guardas) — муніципалітет в Іспанії, у складі автономної спільноти Андалусія, у провінції Севілья. Населення — 1612 осіб (2010).
Муніципалітет розташований на відстані близько 380 км на південний захід від Мадрида, 42 км на північний захід від Севільї.
На території муніципалітету розташовані такі населені пункти: (дані про населення за 2010 рік)
- Ла-Алькорнокоса: 73 особи
- Ель-Алісар: 2 особи
- Арчидона: 47 осіб
- Арройо-де-ла-Плата: 232 особи
- Ла-Аулага: 73 особи
- Лас-Каньядільяс: 32 особи
- Ель-Каньюело: 26 осіб
- Ель-Кастильйо-де-лас-Гуардас: 888 осіб
- Лас-Кортесільяс: 13 осіб
- Мінас-дель-Кастильйо-де-лас-Гуардас: 54 особи
- Ель-Педросільйо: 5 осіб
- Ель-Пералехо: 23 особи
- Пероаміго: 14 осіб
- Вальдефлорес: 130 осіб

## Демографія
Динаміка населення (INE ):

## Галерея зображень

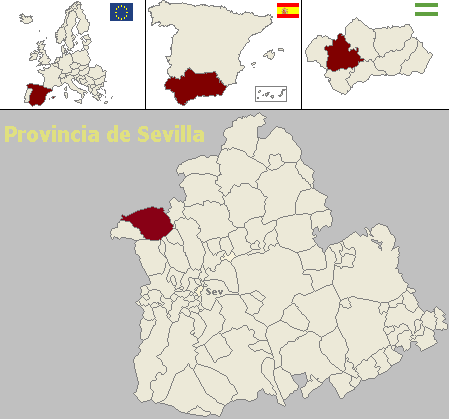
Розташування муніципалітету Ель-Кастильйо-де-лас-Гуардас у провінції Севілья